# ジョン・メイン
ジョン・ケビン・メイン（John Kevin Maine, 1981年5月8日 - ）は、アメリカ合衆国バージニア州出身の野球選手（投手）。

## 経歴

### オリオールズ時代
2002年、ボルチモア・オリオールズにドラフトで6巡目に指名され入団。2004年7月23日にメジャーデビューを果たしたがこの年はメジャーでの登板がこの1試合だけだった。2005年はメジャー昇格を果たし、即登板となった8月13日のブルージェイズ戦でメジャー初勝利を記録した。シーズン全体では10試合で登板し、2勝 (3敗) を挙げた。

### メッツ時代
2006年1月22日にトレードでニューヨーク・メッツへ移籍した。この年は7月から先発ローテーションに定着し、15試合の先発登板含む16試合でマウンドに登った。レギュラーシーズンでは6勝5敗・防御率3.60という好成績をマークすると、NLCSの第6戦では好投し、最終的にチームは敗退したものの、シリーズ第7戦につなぐピッチングだった。
2007年は4月に4勝0敗、防御率1.35の好成績でピッチャー・オブ・ザ・マンスに選出された。最終的にトム・グラビンとタイとなる15勝と初めてシーズンを通して活躍した。
2008年も安定したピッチングを見せたが、8月に肩の故障でDL入りした為、規定投球回到達は逃した。しかし、2年連続での2ケタ勝利を挙げ、チームに一定の貢献を示した。なお、この年は前年とピッチングスタイルが少し変わり、スライダーの割合が減った一方で、新たにツーシームを投げるようになった。同年9月30日、肩の手術を受けた。
2009年は、腕に疲労が発生して6月に2年連続でDL入りした。これは、前年9月の肩の手術 (前述) 後の遅れを取り戻そうと、オフシーズン中に投げ込み過多になったのが原因となった。結局は15試合の登板に留まり、7勝に終わって2ケタ勝利が2年連続でストップしたほか、防御率も2年続けて悪化した。
2010年は更に登板機会が減少し、9試合 (全て先発登板) に投げただけだった。実に5年ぶりのシーズン負け越し (1勝3敗) となったが、奪三振率8.8はキャリアハイの数値だった。12月2日にFAとなった。

### ロッキーズ時代
2011年2月17日にコロラド・ロッキーズと契約。11月2日にFAとなった。

### レッドソックス時代
2012年1月27日にボストン・レッドソックスと契約。5月10日に放出された。

### ヤンキース時代
2012年5月25日にニューヨーク・ヤンキースと契約。11月3日にFAとなった。

### マーリンズ時代
2012年12月13日にマイアミ・マーリンズと契約。
2013年4月22日にFAとなった。

## プレースタイル
力でねじ伏せるタイプの投手ではないものの、フォーシームを高めに投げる投球が持ち味。そのフォーシームとスライダー、チェンジアップを駆使して、2007年には191回を投げて180奪三振を記録した。2008年からはツーシームを投げるようになり、当初はツーシーム主体としたが、201年以降は再びフォーシーム中心となり、高い奪三振率を維持した。

## 年度別投手成績
| 年 度     | 球 団     | 登 板 | 先 発 | 完 投 | 完 封 | 無 四 球 | 勝 利 | 敗 戦 | セ 丨 ブ | ホ 丨 ル ド | 勝 率 | 打 者 | 投 球 回 | 被 安 打 | 被 本 塁 打 | 与 四 球 | 敬 遠 | 与 死 球 | 奪 三 振 | 暴 投 | ボ 丨 ク | 失 点 | 自 責 点 | 防 御 率 | W H I P |
| --------- | --------- | ----- | ----- | ----- | ----- | -------- | ----- | ----- | -------- | ----------- | ----- | ----- | -------- | -------- | ----------- | -------- | ----- | -------- | -------- | ----- | -------- | ----- | -------- | -------- | ------- |
| 2004      | BAL       | 1     | 1     | 0     | 0     | 0        | 0     | 1     | 0        | 0           | .000  | 19    | 3.2      | 7        | 1           | 3        | 0     | 0        | 1        | 1     | 0        | 4     | 4        | 9.82     | 2.73    |
| 2005      | BAL       | 10    | 8     | 0     | 0     | 0        | 2     | 3     | 0        | 0           | .400  | 184   | 40.0     | 39       | 8           | 24       | 0     | 1        | 24       | 0     | 1        | 30    | 28       | 6.30     | 1.58    |
| 2006      | NYM       | 16    | 15    | 1     | 1     | 0        | 6     | 5     | 0        | 0           | .545  | 365   | 90.0     | 69       | 15          | 33       | 1     | 2        | 71       | 3     | 0        | 40    | 36       | 3.60     | 1.13    |
| 2007      | NYM       | 32    | 32    | 1     | 1     | 1        | 15    | 10    | 0        | 0           | .600  | 810   | 191.0    | 168      | 23          | 75       | 3     | 5        | 180      | 2     | 0        | 90    | 83       | 3.91     | 1.27    |
| 2008      | NYM       | 25    | 25    | 0     | 0     | 0        | 10    | 8     | 0        | 0           | .556  | 608   | 140.0    | 122      | 16          | 67       | 2     | 4        | 122      | 10    | 0        | 70    | 65       | 4.18     | 1.35    |
| 2009      | NYM       | 15    | 15    | 0     | 0     | 0        | 7     | 6     | 0        | 0           | .538  | 349   | 81.1     | 67       | 8           | 38       | 2     | 4        | 55       | 5     | 0        | 42    | 40       | 4.43     | 1.29    |
| 2010      | NYM       | 9     | 9     | 0     | 0     | 0        | 1     | 3     | 0        | 0           | .250  | 190   | 39.2     | 47       | 8           | 25       | 1     | 2        | 39       | 3     | 0        | 29    | 27       | 6.13     | 1.82    |
| 2013      | MIA       | 4     | 0     | 0     | 0     | 0        | 0     | 0     | 0        | 0           | ----  | 40    | 7.1      | 15       | 2           | 5        | 1     | 0        | 7        | 1     | 0        | 10    | 10       | 12.27    | 2.73    |
| 通算：8年 | 通算：8年 | 112   | 105   | 2     | 2     | 1        | 41    | 36    | 0        | 0           | .532  | 2565  | 593.0    | 534      | 81          | 270      | 10    | 18       | 499      | 25    | 1        | 315   | 293      | 4.45     | 1.36    |

- 2013年度シーズン終了時